# Grigorij Szostacki
Grigorij Nikołajewicz Szostacki, Hryhorij Mykołajowycz Szostacki (ros. Григорий Николаевич Шостацкий, ukr. Григорій Миколайович Шостацький, ur. 27 października 1908 w Zahajcach Wielkich obecnie w obwodzie tarnopolskim, zm. 29 stycznia 1945 w okolicach Kostrzyna nad Odrą) – radziecki wojskowy, pułkownik, odznaczony pośmiertnie Złotą Gwiazdą Bohatera Związku Radzieckiego (1945).

## Życiorys
Urodził się w ukraińskiej rodzinie chłopskiej. Mając 6 lat został sierotą (matka zmarła, ojciec zginął na froncie I wojny światowej), do 1924 wychowywał się w domu dziecka w Nowogrodzie Wołyńskim, uczył się wieczorowo i pracował w fabryce. Od 1929 należał do WKP(b), od 1930 służył w Armii Czerwonej, w 1934 ukończył szkołę piechoty w Odessie, a w 1942 wyższą wojskową szkołę specjalną. Od września 1942 uczestniczył w wojnie z Niemcami jako szef sztabu pułku piechoty, był ciężko ranny w walce, od października 1942 do lutego 1943 jako szef sztabu 143 Samodzielnej Brygady brał udział w bitwie pod Stalingradem. 28 kwietnia 1943 został szefem sztabu, a 17 listopada 1943 dowódcą 94 Gwardyjskiej Dywizji Piechoty, uczestniczył w operacji korsuń-szewczenkowskiej, jassko-kiszyniowskiej i warszawsko-poznańskiej w składzie 5 Armii Uderzeniowej 1 Frontu Białoruskiego. 14 stycznia 1945 brał udział w forsowaniu Pilicy. Zginął w walce na Odrze na północ od Kostrzyna. 6 kwietnia 1945 został pośmiertnie odznaczony tytułem Bohatera Związku Radzieckiego i Orderem Lenina.

## Odznaczenia
- Złota Gwiazda Bohatera Związku Radzieckiego (pośmiertnie, 6 kwietnia 1945)
- Order Lenina (pośmiertnie, 6 kwietnia 1945)
- Order Czerwonego Sztandaru
- Order Suworowa II klasy
- Order Bohdana Chmielnickiego II klasy
- Order Wojny Ojczyźnianej I klasy
- Order Czerwonej Gwiazdy
- Medal „Za zasługi bojowe”
- Medal „Za obronę Stalingradu”
- Medal „Za wyzwolenie Warszawy”